# Vanoverberghia
Vanoverberghia là một chi thực vật có hoa trong họ Zingiberaceae, được Elmer Drew Merrill đặt năm 1912 theo tên của Morice Vanoverbergh (1885–1982), một thầy tu Công giáo người Bỉ sống tại Bontoc trên đảo Luzon, Philippines, người đã thu thập mẫu vật để Merrill mô tả chi này.

## Mô tả
Trong tông Alpinieae, Vanoverberghia được coi là đặc biệt bởi cụm hoa rủ xuống, một hoa trên mỗi lá bắc, không có lá bắc con, các thùy tràng hoa bên hợp sinh tại gốc với nhau và với cánh môi, và nhị lép bên hình chỉ. Các loài Vanoverberghia hiếm khi gặp trong rừng nhưng có thể dễ dàng nhận ra ngay cả khi vô sinh bởi các lưỡi bẹ như da màu ánh đỏ và chóp lá như lông roi của chúng. Chúng xuất hiện ở vùng rừng miền đất thấp và rừng núi cao gần suối và khe núi, tạo thành các cụm chồi lá lỏng lẻo dài 2–8 m.
Cây thân thảo sống trên cạn thành các cụm lỏng lẻo. Thân rễ bề ngang 1–4 cm, màu đỏ hoặc lục ánh đỏ đến nâu ánh vàng, vảy dày hoặc mỏng, màu nâu. Chồi lá mọc thẳng đến cong, thân giả thon tròn, gốc hình củ hành; bẹ nhẵn nhụi có lông tơ, màu xanh lục hoặc ánh đỏ; lưỡi bẹ hình trứng đến thuôn dài, nếu hình trứng, nguyên hoặc chẻ đôi, như da đến gần như da, nhẵn nhụi đến rậm lông tơ; phiến lá từ gần không cuống đến có cuống, thuôn dài, đỉnh hình đuôi. Cụm hoa là cành hoa ở đầu cành, rủ xuống, với 1-3 lá bắc màu nâu, bền; lá bắc hoa hoặc không có hoặc có mo, nếu có mo, hình ống ở gốc; không có lá bắc con; hoa một trên mỗi lá bắc hữu sinh, kết tụ hoặc sắp xếp lỏng lẻo dọc theo cán hoa, có cuống, nở liên tiếp từ gốc đến ngọn; đài hoa trong nụ hình trụ, khi nở hình phễu hoặc có mo, nếu có mo thì chẻ ở bên tới gốc, đỉnh 1-3 răng; thuỳ tràng hoa thẳng-thuôn dài, màu trắng hoặc xanh lục, đỉnh thuôn tròn, có nắp, nhẵn nhụi đến có lông tơ; cánh môi hợp sinh ở gốc của các thùy tràng bên, phần tự do chẻ đôi, các thùy hình giùi hoặc tam giác, nếu tam giác, hình cánh hoa và quăn, màu trắng; nhị lép ở bên hình chỉ, có lông tơ; nhị cong khi nở hoa; chỉ nhị có rãnh và bao quanh vòi nhụy tới gần một nửa chiều dài của nó, cuộn xoắn ốc sau khi nở hoa; bao phấn thuôn dài hoặc thẳng, như lụa, các mô vỏ bao phấn nứt theo toàn bộ chiều dài của chúng, có lông tơ, không hoặc có mào, nếu có, có khía răng cưa và có lông tơ; vòi nhụy nhẵn nhụi đến có lông tơ; đầu nhụy hình chén, lỗ nhỏ hình elip, mép có lông tơ hoặc có lông cứng lởm chởm; tuyến trên bầu 2, ép dẹp, thuôn dài hoặc gần hình cầu; bầu nhụy từ gần hình cầu đến hình cầu, nhẵn nhụi hoặc rậm lông tơ, màu xanh lục, vàng hoặc đỏ đậm, ba ngăn với kiểu đính noãn gắn trụ. Quả hình elipxoit đến gần hình cầu đến thuôn dài, không nứt, đài hoa bền. Hạt gần hình cầu, màu đen hoặc nâu với áo hạt màu trắng.
Các loài Vanoverberghia thường sống trong rừng trên núi cao có bóng râm trên 800 m nhưng một số loài cũng ưa thích rừng miền đất thấp (ví dụ, V. diversifolia được ghi nhận ở cao độ 100 m). Môi trường sống ưa thích nhất của chúng dường như là gần các con suối và khe núi nơi đất ẩm, mặc dù một số loài sống trong rừng thông (ví dụ: V. sepulchrei).

## Các loài
Chi này bao gồm 5 loài đã biết, trong đó 4 loài đặc hữu Philippines; và 1 loài (V. sasakiana) có trên đảo Lan Tự ở đông nam Đài Loan cũng như tại Philippines.
- Vanoverberghia diversifolia Elmer, 1915 - Luzon, Philippines.[2][6]
- Vanoverberghia rubrobracteata Docot & Ambida, 2018 - Philippines.[7]
- Vanoverberghia sasakiana Funak. & H.Ohashi, 2000 - Đài Loan (đảo Lan Tự), Philippines.
- Vanoverberghia sepulchrei Merr., 1912 - Philippines.
- Vanoverberghia vanoverberghii (Merr.) Funak. & Docot, 2019 - Philippines.[2]

## Phát sinh chủng loài
Về mặt phát sinh chủng loài, Vanoverberghia có quan hệ họ hàng gần với nhánh Alpinia eubractea. Là một chi nhỏ, kể từ khi được công bố, Vanoverberghia liên tục được gắn kết với Alpinia (hiện tại là đa ngành) trong các sửa đổi về phân loại vì cụm hoa đầu cành của nó. Các nghiên cứu phát sinh chủng loài gần đây đã cho thấy Vanoverberghia thực sự có quan hệ họ hàng gần với Alpinia, đặc biệt là các loài phân bố ở Philippines (Kress et al. 2002, 2005, 2007, Funakoshi et al. 2005). Bất chấp bằng chứng này, Vanoverberghia chưa bao giờ được gộp vào trong Alpinia vì hình thái khác biệt của nó.
Cây phát sinh chủng loài dưới đây lấy theo Docot et al. (2019).
|  | \| \| Vanoverberghia sepulchrei \| \| \| \| \| \| Vanoverberghia sasakiana \| \| \| \| |
|  |                                                                                        |
|  | Vanoverberghia rubrobracteata                                                          |
|  |                                                                                        |
|  | Vanoverberghia sepulchrei                                                              |
|  |                                                                                        |
|  | Vanoverberghia sasakiana                                                               |
|  |                                                                                        |

|  | Vanoverberghia sepulchrei |
|  |                           |
|  | Vanoverberghia sasakiana  |
|  |                           |

|  | \| \| Vanoverberghia sepulchrei \| \| \| \| \| \| Vanoverberghia sasakiana \| \| \| \| |
|  |                                                                                        |
|  | Vanoverberghia rubrobracteata                                                          |
|  |                                                                                        |
|  | Vanoverberghia sepulchrei                                                              |
|  |                                                                                        |
|  | Vanoverberghia sasakiana                                                               |
|  |                                                                                        |

|  | Vanoverberghia sepulchrei |
|  |                           |
|  | Vanoverberghia sasakiana  |
|  |                           |

|  | \| \| Vanoverberghia sepulchrei \| \| \| \| \| \| Vanoverberghia sasakiana \| \| \| \| |
|  |                                                                                        |
|  | Vanoverberghia rubrobracteata                                                          |
|  |                                                                                        |
|  | Vanoverberghia sepulchrei                                                              |
|  |                                                                                        |
|  | Vanoverberghia sasakiana                                                               |
|  |                                                                                        |

|  | Vanoverberghia sepulchrei |
|  |                           |
|  | Vanoverberghia sasakiana  |
|  |                           |

|  | \| \| Vanoverberghia sepulchrei \| \| \| \| \| \| Vanoverberghia sasakiana \| \| \| \| |
|  |                                                                                        |
|  | Vanoverberghia rubrobracteata                                                          |
|  |                                                                                        |
|  | Vanoverberghia sepulchrei                                                              |
|  |                                                                                        |
|  | Vanoverberghia sasakiana                                                               |
|  |                                                                                        |

|  | Vanoverberghia sepulchrei |
|  |                           |
|  | Vanoverberghia sasakiana  |
|  |                           |